# IndyCar Series 2004
IndyCar Series 2004 – był dziewiątym sezonem w amerykańskiej serii – IRL, który trwał od 19 stycznia – 17 października 2004. W sezonie rozegrano 16 wyścigów. Zwyciężył Brazylijczyk – Tony Kanaan.

## Kalendarz
| Wyścig | Tor                                     | Stan / państwo | Data                 | Okr. | Dystans                 | Czas         | Szybkość     | Zwycięzca         | Pole Position     | Najdłużej na prowadzeniu | Najszybsze okr.   |
| ------ | --------------------------------------- | -------------- | -------------------- | ---- | ----------------------- | ------------ | ------------ | ----------------- | ----------------- | ------------------------ | ----------------- |
| 1      | Homestead-Miami Speedway (HMS)          | Floryda        | 29 stycznia 2004     | 200  | 2.41395=482.79 km       | 1′57:56.3961 | 243 156 km/h | Sam Hornish Jr.   | Buddy Rice        | Hélio Castroneves        | Sam Hornish Jr.   |
| 2      | Phoenix International Raceway (PIR)     | Arizona        | 21 marca 2004        | 200  | 1.6093=321.86 km        | 1′33:45.8490 | 205 960 km/h | Tony Kanaan       | Dan Wheldon       | Tony Kanaan              | Darren Manning    |
| 3      | Motegi (MOT)                            | Japonia        | 17 kwietnia 2004     | 200  | 2.4928057=498.56114 km  | 1′49:48.2611 | 263 809 km/h | Dan Wheldon       | Dan Wheldon       | Dan Wheldon              | Dan Wheldon       |
| 4      | Indianapolis Motor Speedway (IMS)       | Indiana        | 30 maja 2004         | 180  | 4.02325=724 185 km      | 3′14:55.2395 | 222 917 km/h | Buddy Rice        | Buddy Rice        | Buddy Rice               | Vítor Meira       |
| 5      | Texas Motor Speedway (TMS)              | Teksas         | 12 czerwca 2004      | 200  | 2.41395=482.79 km       | 1′53:24.1239 | 247 776 km/h | Tony Kanaan       | Dario Franchitti  | Tony Kanaan              | Vítor Meira       |
| 6      | Richmond International Raceway (RIR)    | Wirginia       | 28 czerwca 2004      | 250  | 1.206975=301.74375 km   | 1′38:10.6077 | 184 408 km/h | Dan Wheldon       | Hélio Castroneves | Dario Franchitti         | Sam Hornish Jr.   |
| 7      | Kansas Speedway (KS)                    | Kansas         | 4 lipca 2004         | 200  | 2.41395=482.79 km       | 1′42:56.6727 | 281 388 km/h | Buddy Rice        | Buddy Rice        | Buddy Rice               | Tomas Scheckter   |
| 8      | Nashville Superspeedway (NSS)           | Tennessee      | 17 lipca 2004        | 200  | 2.1451969=429.03938 km  | 1′55:34.6367 | 222 729 km/h | Tony Kanaan       | Buddy Rice        | Vítor Meira              | Vítor Meira       |
| 9      | Milwaukee Mile (MM)                     | Wisconsin      | 25 lipca 2004        | 225  | 1.6607976=373.67946 km  | 1′46:49.4110 | 209 886 km/h | Dario Franchitti  | Vítor Meira       | Dario Franchitti         | Dario Franchitti  |
| 10     | Michigan International Speedway (MIS)   | Michigan       | 1 sierpnia 2004      | 200  | 3.2186=643.72 km        | 2′11:46.7517 | 293 091 km/h | Buddy Rice        | Tony Kanaan       | Tony Kanaan              | Sam Hornish Jr.   |
| 11     | Kentucky Speedway (KTS)                 | Kentucky       | 15 sierpnia 2004     | 200  | 2.41395=482.79 km       | 1′38:20.7207 | 294 548 km/h | Adrián Fernández  | Buddy Rice        | Tony Kanaan              | Vítor Meira       |
| 12     | Pikes Peak International Raceway (PPIR) | Kolorado       | 22 sierpnia 2004     | 225  | 1.6093=362.0925 km      | 1′34:56.9156 | 228 813 km/h | Dario Franchitti  | Tony Kanaan       | Dario Franchitti         | Dan Wheldon       |
| 13     | Nazareth Speedway (NS)                  | Pensylwania    | 29 sierpnia 2004     | 225  | 1.5223978=342.539505 km | 1′46:11.0277 | 191 304 km/h | Dan Wheldon       | Hélio Castroneves | Hélio Castroneves        | Sam Hornish Jr.   |
| 14     | Chicagoland Speedway (CHLS)             | Illinois       | 12 września 2004     | 200  | 2.41395=482.79 km       | 2′09:31.3301 | 223 648 km/h | Adrián Fernández  | Hélio Castroneves | Adrián Fernández         | Hélio Castroneves |
| 15     | California Speedway (CFS)               | Kalifornia     | 3 października 2004  | 200  | 3.2186=643.72 km        | 2′14:12.5029 | 287 785 km/h | Adrián Fernández  | Hélio Castroneves | Hélio Castroneves        | Vítor Meira       |
| 16     | Texas Motor Speedway (TMS)              | Teksas         | 17 października 2004 | 200  | 2.41395=482.79 km       | 1′49:32.2547 | 264 451 km/h | Hélio Castroneves | Hélio Castroneves | Hélio Castroneves        | Hélio Castroneves |

## Klasyfikacja końcowa
| Miejsce | Kierowca          | Państwo           | Team                            | Powozie | Silnik    | Pkt łącznie | HMS | PIR | MOT | IMS | TMS | RIR | KS | NSS | MM | MIS | KTS | PPIR | NS | CHLS | CFS | TMS |
| ------- | ----------------- | ----------------- | ------------------------------- | ------- | --------- | ----------- | --- | --- | --- | --- | --- | --- | -- | --- | -- | --- | --- | ---- | -- | ---- | --- | --- |
| 1       | Tony Kanaan       | Brazylia          | Andretti Green Racing           | Dallara | Honda     | 618         | 24  | 53  | 40  | 40  | 53  | 30  | 35 | 50  | 32 | 43  | 33  | 30   | 40 | 35   | 40  | 40  |
| 2       | Dan Wheldon       | Wielka Brytania   | Andretti Green Racing           | Dallara | Honda     | 533         | 35  | 35  | 53  | 35  | 17  | 50  | 22 | 17  | 12 | 35  | 35  | 35   | 50 | 32   | 35  | 35  |
| 3       | Buddy Rice        | Stany Zjednoczone | Rahal Letterman Racing          | G-Force | Honda     | 485         | 26  | 22  | 28  | 53  | 15  | 28  | 53 | 28  | 40 | 50  | 40  | 12   | 32 | 16   | 30  | 12  |
| 4       | Hélio Castroneves | Brazylia          | Penske Racing                   | Dallara | Toyota    | 461         | 43  | 28  | 35  | 22  | 18  | 35  | 26 | 35  | 18 | 20  | 18  | 28   | 33 | 20   | 29  | 53  |
| 5       | Adrián Fernández  | Meksyk            | Fernández Racing                | G-Force | Honda     | 445         | –   | 12  | 12  | 26  | 30  | 26  | 28 | 20  | 24 | 18  | 50  | 40   | 26 | 53   | 50  | 30  |
| 6       | Dario Franchitti  | Wielka Brytania   | Andretti Green Racing           | Dallara | Honda     | 409         | 13  | 13  | 26  | 16  | 40  | 21  | 32 | 12  | 53 | 12  | 28  | 53   | 35 | 12   | 28  | 15  |
| 7       | Sam Hornish Jr.   | Stany Zjednoczone | Penske Racing                   | Dallara | Toyota    | 387         | 50  | 15  |     | 10  | 32  | 17  | 24 | 40  | 35 | 32  | 16  | 12   | 19 | 28   | 32  | 13  |
| 7       | Sam Hornish Jr.   | Stany Zjednoczone | Penske Racing                   | G-Force | Toyota    | 387         |     |     | 12  |     |     |     |    |     |    |     |     |      |    |      |     |     |
| 8       | Vítor Meira       | Brazylia          | Rahal Letterman Racing          | G-Force | Honda     | 376         | –   | –   | 13  | 28  | 28  | 40  | 40 | 21  | 30 | 30  | 26  | 26   | 20 | 30   | 12  | 32  |
| 9       | Bryan Herta       | Stany Zjednoczone | Andretti Green Racing           | Dallara | Honda     | 362         | 17  | 26  | 16  | 32  | 12  | 32  | 30 | 12  | 22 | 28  | 22  | 22   | 24 | 40   | 13  | 14  |
| 10      | Scott Dixon       | Nowa Zelandia     | Ganassi Racing                  | G-Force | Toyota    | 355         | 12  | 40  | 30  | 24  | 16  | 24  | 18 | 24  | 12 | 26  | 17  | 12   | 22 | 26   | 24  | 28  |
| 11      | Darren Manning    | Wielka Brytania   | Ganassi Racing                  | G-Force | Toyota    | 323         | 28  | 30  | 32  | 10  | 24  | 12  | 19 | 32  | 12 | 17  | 20  | 32   | 28 | 15   | 12  | –   |
| 12      | Alex Barron       | Stany Zjednoczone | Cheever Racing                  | Dallara | Chevrolet | 310         | 14  | 32  | 18  | 18  | 35  | 12  | 20 | 13  | 26 | 19  | 19  | 20   | 18 | 18   | 12  | 16  |
| 13      | Scott Sharp       | Stany Zjednoczone | Kelley Racing                   | Dallara | Toyota    | 282         | 22  | 17  | 22  | 17  | 12  | 22  | 12 | 16  | 15 | 22  | 13  | 15   | 12 | 22   | 19  | 24  |
| 14      | Kōsuke Matsuura   | Japonia           | Super Aguri Fernández Racing    | G-Force | Honda     | 280         | 19  | 19  | 24  | 19  | 14  | 16  | 12 | 22  | 20 | 13  | 32  | 17   | 12 | 12   | 17  | 12  |
| 15      | Toranosuke Takagi | Japonia           | Mo Nunn Racing                  | Dallara | Toyota    | 263         | 32  | 24  | 20  | 12  | 20  | 12  | 12 | 19  | 12 | 12  | 12  | 12   | 13 | 17   | 16  | 18  |
| 16      | Ed Carpenter      | Stany Zjednoczone | Cheever Racing                  | Dallara | Chevrolet | 245         | 18  | 12  | 12  | 10  | 12  | 14  | 16 | 12  | 19 | 16  | 24  | 19   | 12 | 19   | 18  | 12  |
| 17      | Mark Taylor       | Wielka Brytania   | Panther Racing                  | Dallara | Chevrolet | 232         | 12  | 18  | 14  | 10  | 13  | 12  | –  |     |    |     |     |      |    |      |     |     |
| 17      | Mark Taylor       | Wielka Brytania   | Access Motorsports              | G-Force | Honda     | 232         |     |     |     |     |     |     |    | 26  | 16 | 12  | 12  | 16   | 12 | 13   | 20  | 26  |
|         | A. J. Foyt IV     | Stany Zjednoczone | A. J. Foyt Racing               | Dallara | Toyota    | 232         | 15  | 16  | 15  | 10  | 12  | 19  | 17 | 14  | 14 | 15  | 12  | 12   | 15 | 14   | 12  | 20  |
| 19      | Tomas Scheckter   | Południowa Afryka | Panther Racing                  | Dallara | Chevrolet | 230         | 30  | 14  | 17  | 12  | 12  | 13  | 15 | 12  | 12 | 12  | 12  | 13   | 17 | 12   | 15  | 12  |
| 20      | Felipe Giaffone   | Brazylia          | Dreyer & Reinbold Racing        | Dallara | Chevrolet | 214         | –   | –   | –   | 15  | 22  | 20  | 14 | 15  | 17 | 14  | 14  | 14   | 14 | 24   | 12  | 19  |
| 21      | Townsend Bell     | Stany Zjednoczone | Panther Racing                  | Dallara | Chevrolet | 193         | –   | –   | –   | –   | –   | –   | 13 | 30  | 28 | 24  | 12  | 18   | 12 | 12   | 22  | 22  |
| 22      | Jaques Lazier     | Stany Zjednoczone | Patrick Racing                  | Dallara | Chevrolet | 104         | –   | –   | –   | –   | –   | –   | –  | 12  | 13 | 12  | 15  | 24   | 16 | 12   | –   | –   |
| 23      | Greg Ray          | Stany Zjednoczone | Access Motorsports              | G-Force | Honda     | 99          | 16  | 20  | 12  | 10  | 26  | 15  | –  | –   | –  | –   | –   | –    | –  | –    | –   | –   |
| 24      | Robby Buhl        | Stany Zjednoczone | Dreyer & Reinbold Racing        | Dallara | Chevrolet | 44          | 20  | 12  | 12  | –   | –   | –   | –  | –   | –  | –   | –   | –    | –  | –    | –   | –   |
|         | Al Unser Jr.      | Stany Zjednoczone | Patrick Racing                  | Dallara | Chevrolet | 44          | –   | –   | –   | 13  | 19  | 12  | –  | –   | –  | –   | –   | –    | –  | –    | –   | –   |
| 26      | Roger Yasukawa    | Stany Zjednoczone | Rahal Letterman Racing          | G-Force | Honda     | 39          | –   | –   | 19  | 20  | –   | –   | –  | –   | –  | –   | –   | –    | –  | –    | –   | –   |
| 27      | Tomáš Enge        | Czechy            | Patrick Racing                  | Dallara | Chevrolet | 31          | –   | –   | –   | –   | –   | –   | –  | –   | –  | –   | –   | –    | –  | –    | 14  | 17  |
| 28      | Bruno Junqueira   | Brazylia          | Newman/Haas Racing              | G-Force | Honda     | 30          | –   | –   | –   | 30  | –   | –   | –  | –   | –  | –   | –   | –    | –  | –    | –   | –   |
| 29      | Jeff Simmons      | Stany Zjednoczone | Mo Nunn Racing                  | Dallara | Toyota    | 26          | –   | –   | –   | 14  | –   | –   |    |     |    |     |     |      |    |      |     |     |
| 29      | Jeff Simmons      | Stany Zjednoczone | Patrick Racing                  | Dallara | Chevrolet | 26          |     |     |     |     |     |     | 12 | –   | –  | –   | –   | –    | –  | –    | –   | –   |
| 30      | Richie Hearn      | Stany Zjednoczone | Sam Schmidt Motorsports         | G-Force | Toyota    | 12          | –   | –   | –   | 12  | –   | –   | –  | –   | –  | –   | –   | –    | –  | –    | –   | –   |
|         | Sarah Fisher      | Stany Zjednoczone | Kelley Racing                   | Dallara | Toyota    | 12          | –   | –   | –   | 12  | –   | –   | –  | –   | –  | –   | –   | –    | –  | –    | –   | –   |
|         | Robby McGehee     | Stany Zjednoczone | PDM Racing                      | Dallara | Chevrolet | 12          | –   | –   | –   | 12  | –   | –   | –  | –   | –  | –   | –   | –    | –  | –    | –   | –   |
|         | Buddy Lazier      | Stany Zjednoczone | Hemelgarn Racing                | Dallara | Chevrolet | 12          | –   | –   | –   | 12  | –   | –   | –  | –   | –  | –   | –   | –    | –  | –    | –   | –   |
|         | Marty Roth        | Kanada            | Roth Racing                     | Dallara | Toyota    | 12          | –   | –   | –   | 12  | –   | –   | –  | –   | –  | –   | –   | –    | –  | –    | –   | –   |
| 35      | P. J. Jones       | Stany Zjednoczone | CURB/Agajanian/Beck Motorsports | Dallara | Chevrolet | 10          | –   | –   | –   | 10  | –   | –   | –  | –   | –  | –   | –   | –    | –  | –    | –   | –   |
|         | Robby Gordon      | Stany Zjednoczone | Robby Gordon Motorsports        | Dallara | Chevrolet | 10          | –   | –   | –   | 10  | –   | –   | –  | –   | –  | –   | –   | –    | –  | –    | –   | –   |
|         | Larry Foyt        | Stany Zjednoczone | A. J. Foyt Racing               | G-Force | Toyota    | 10          | –   | –   | –   | 10  | –   | –   | –  | –   | –  | –   | –   | –    | –  | –    | –   | –   |